# Liste des maires de Saint-Lô
Cet article dresse une liste par ordre de mandat des maires de Saint-Lô.

## Liste des maires

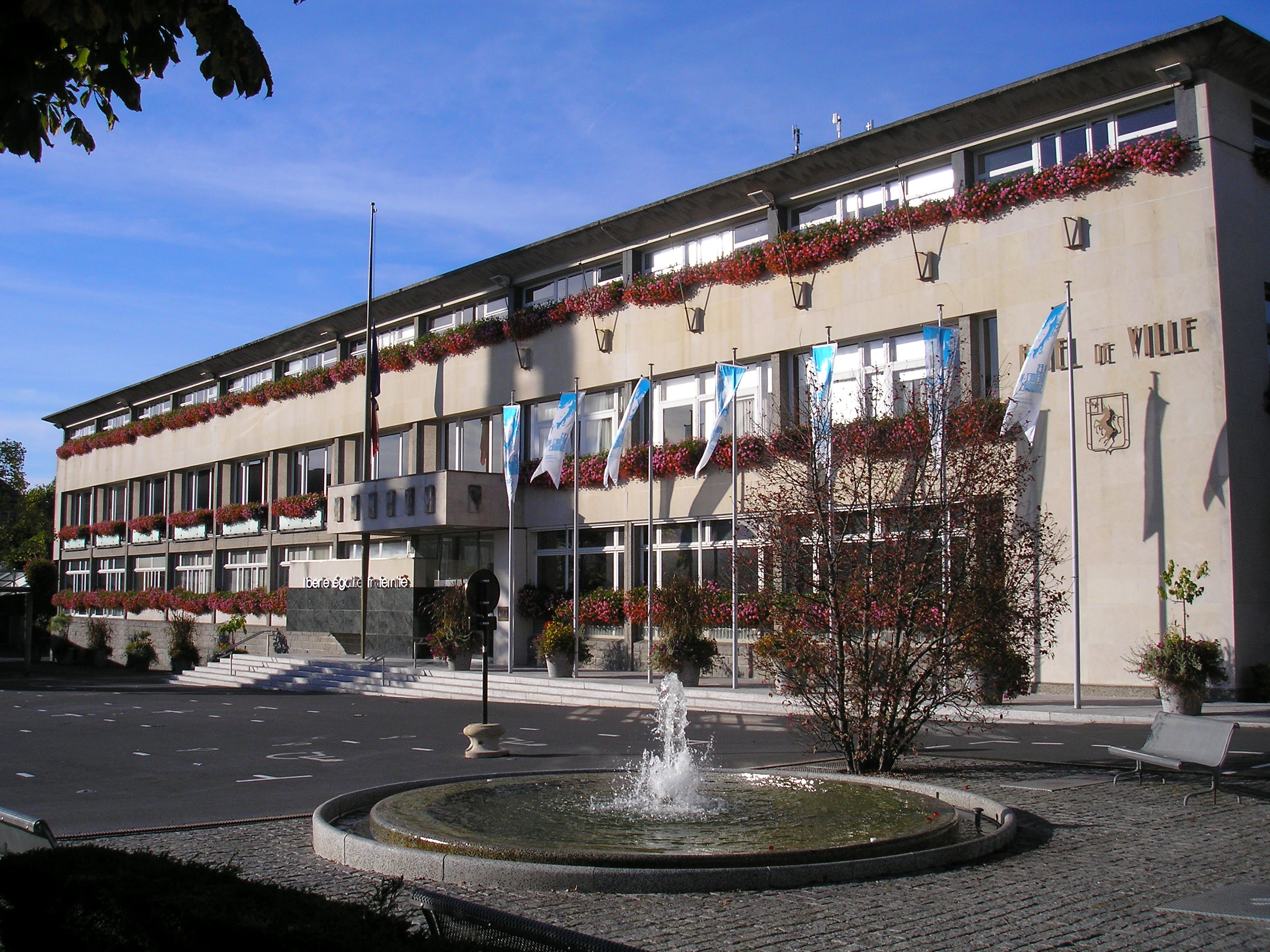
L'hôtel de ville de Saint-Lô.

Pour la période révolutionnaire, la destruction de la plupart des archives ne permet pas d’aboutir à un résultat définitif.
| Période                                  | Période          | Identité                                                   | Étiquette    | Qualité                                                                                         |
| ---------------------------------------- | ---------------- | ---------------------------------------------------------- | ------------ | ----------------------------------------------------------------------------------------------- |
| Les données manquantes sont à compléter. |                  |                                                            |              |                                                                                                 |
| 1784                                     | juillet 1789     | François Bertrand de Bacilly de la Ponterie                |              |                                                                                                 |
| juillet 1789                             | fin 1789         | Pierre Louis Denier des Fresnes (1751–1797)                |              |                                                                                                 |
| fin 1789                                 | novembre 1790    | Jacques-Michel-François Oury de Boisval                    |              |                                                                                                 |
| novembre 1790                            |                  | Antoine Vieillard de Boismartin (1747–1815)                |              | Avocat                                                                                          |
|                                          | novembre 1791    | M. Dubuisson                                               |              | Capitaine de la milice nationale en 1789                                                        |
| novembre 1791                            | 3 décembre 1792  | Jacques-Michel-François Oury de Boisval                    |              |                                                                                                 |
| 3 décembre 1792                          | 8 janvier 1794   | Antoine Vieillard Boismartin                               |              |                                                                                                 |
| 8 janvier 1794                           |                  | Jacques-Michel-François Oury de Boisval                    |              |                                                                                                 |
| 1797                                     | 1799             | Jean-Baptiste Antoine Bernard (1815)                       |              |                                                                                                 |
| 1799                                     | 1803             | François-Alexandre-Léonor Le Jolis de Villiers (1760–1845) |              | Député                                                                                          |
| 1803                                     | 1811             | Louis Alexandre Félix Guillot                              |              |                                                                                                 |
| 1811                                     | février 1815     | Antoine Vieillard Boismartin                               |              |                                                                                                 |
| 1815                                     | 11 novembre 1818 | Pierre Antoine Théodore Pinel de Vauval (1767–1848)        |              | Avocat à Saint-Sauveur-le-Vicomte                                                               |
| 11 novembre 1818                         | 30 mars 1832     | Pierre Louis Clément (1776–1852)                           |              | Député                                                                                          |
| 30 mars 1832                             | 30 août 1840     | Gilles Le Menuet de La Juganière (1773–1860)               |              | Avocat, magistrat                                                                               |
| 30 août 1840                             | 15 août 1843     | Paul Louis Clément                                         |              | Conseiller général de Saint-Lô                                                                  |
| 15 août 1843                             | 6 mars 1848      | Pierre Philippe Lecardonnel (1792–1860)                    |              |                                                                                                 |
| 6 mars 1848                              | 20 juin 1849     | Paul Louis Clément                                         |              | Conseiller général de Saint-Lô                                                                  |
| 20 juin 1849                             | 1868             | Ernest Dubois (1800–1873)                                  |              |                                                                                                 |
| 1868                                     | 1870             | Louis Auvray (1808–1871)                                   |              | Polytechnicien Conseiller général de Saint-Lô Député                                            |
| 1870                                     | 7 février 1874   | Auguste Houssin-Dumanoir (1808–1889)                       |              | Médecin Conseiller général de Saint-Lô                                                          |
| 7 février 1874                           | 20 mai 1888      | Gustave Rauline (1822–1904)                                |              | Conseiller général de Saint-Lô Député                                                           |
| 20 mai 1888                              | 20 décembre 1896 | Henri Amiard (1841–1896)                                   |              | Conseiller général de Saint-Lô                                                                  |
| 20 décembre 1896                         | 15 mai 1904      | Alfred Dussaux (1848–1915)                                 | Gauche       | Avoué Conseiller général de Saint-Lô                                                            |
| 15 mai 1904                              | 7 avril 1907     | Jules Dary (1839–…)                                        | Gauche       | Ancien négociant                                                                                |
| 7 avril 1907                             | 10 mai 1908      | René Thomas (1856–1937)                                    | Droite       | Médecin Conseiller général de Saint-Lô                                                          |
| 10 mai 1908                              | 1915             | Alfred Dussaux (1848–1915)                                 | Gauche       | Avoué Conseiller général de Saint-Lô                                                            |
| 1915                                     | 1919             | Auguste Leturc (1852–1924)                                 |              | Docteur                                                                                         |
| 1919                                     | 1925             | Antoine Ludger (mort en 1958)                              |              | Vétérinaire Conseiller général de Saint-Lô                                                      |
| 1925                                     | 1926             | Émile Enault (1871–1926)                                   |              | Directeur du Journal de la Manche                                                               |
| 1927                                     | 1929             | Jules Herout                                               |              | Chef de division honoraire à la préfecture                                                      |
| 1929                                     | 1944             | Anésime Périer (1876–1958)                                 |              | Commerçant                                                                                      |
| 1944                                     | 1945             | Georges Lavalley (1894–1959)                               |              | Négociant Président de la délégation municipale                                                 |
| 18 mai 1945                              | 4 mai 1953       | Georges Lavalley (1894–1959)                               |              | Négociant Conseiller général de Saint-Lô                                                        |
| 4 mai 1953                               | 29 mars 1971     | Henri Liébard (1909–1986)                                  |              | Ingénieur T.P.E. Conseiller général de Saint-Lô Conseiller général de Saint-Lô-Ouest            |
| 29 mars 1971                             | 31 mars 1977     | Jean Patounas (1916–1995)                                  | RI           | Chirurgien Conseiller général de Saint-Lô-Ouest                                                 |
| 31 mars 1977                             | 11 mars 1983     | Bernard Dupuis (1937-2018)                                 | PS           | Ingénieur agricole                                                                              |
| 11 mars 1983                             | 24 mars 1989     | Jean Patounas (cf supra)                                   | UDF-PR       | Chirurgien Conseiller général de Saint-Lô-Ouest                                                 |
| 24 mars 1989                             | 15 juin 1995     | Bernard Dupuis (cf supra)                                  | PS           | Ingénieur agricole                                                                              |
| 15 juin 1995                             | 6 avril 2014     | François Digard (1948-2017)                                | RPR puis UMP | Conseiller en publicité Conseiller régional de Basse-Normandie                                  |
| 6 avril 2014,                            | juillet 2020     | François Brière, (1973-)                                   | DVD          | Professeur de droit Conseiller général de Saint-Lô-Ouest Conseiller départemental de Saint-Lô-1 |
| 5 juillet 2020                           | En cours         | Emmanuelle Lejeune(1976-)                                  | SE           | Conseillère pédagogique                                                                         |